# Blackrod
Blackrod is een civil parish in het bestuurlijke gebied Bolton, in het Engelse graafschap Greater Manchester met 5001 inwoners.